# 1966-os úszó-Európa-bajnokság
Az 1966-os úszó-Európa-bajnokságot Utrechtben, Hollandiában rendezték augusztus 20. és augusztus 27. között. Az Eb-n 23 versenyszámot rendeztek. 18-at úszásban, 4-et műugrásban és egyet vízilabdában.

## Éremtáblázat
(A táblázatban Magyarország és a rendező nemzet eltérő háttérszínnel kiemelve.)
| Helyezés | Nemzet         | Arany | Ezüst | Bronz | Összesen |
| 1.       | Szovjetunió    | 12    | 7     | 5     | 24       |
| 2.       | NDK            | 4     | 6     | 5     | 15       |
| 3.       | Hollandia      | 3     | 1     | 1     | 5        |
| 4.       | Franciaország  | 2     | 0     | 1     | 3        |
| 5.       | Nagy-Britannia | 1     | 3     | 3     | 7        |
| 6.       | Olaszország    | 1     | 0     | 1     | 2        |
| 7.       | Svédország     | 0     | 2     | 2     | 4        |
| 8.       | Magyarország   | 0     | 1     | 1     | 2        |
| 9.       | Ausztria       | 0     | 1     | 0     | 1        |
| 9.       | Spanyolország  | 0     | 1     | 0     | 1        |
| 9.       | NSZK           | 0     | 1     | 0     | 1        |
| 12.      | Finnország     | 0     | 0     | 1     | 1        |
| 12.      | Lengyelország  | 0     | 0     | 1     | 1        |
| 12.      | Románia        | 0     | 0     | 1     | 1        |
| 12.      | Jugoszlávia    | 0     | 0     | 1     | 1        |
| Összesen | Összesen       | 23    | 23    | 23    | 69       |

## Érmesek

### Úszás

#### Férfi
| Versenyszám               | Arany                                                                                           | Arany   | Ezüst                                                                                   | Ezüst   | Bronz                                                                           | Bronz   |
| ------------------------- | ----------------------------------------------------------------------------------------------- | ------- | --------------------------------------------------------------------------------------- | ------- | ------------------------------------------------------------------------------- | ------- |
| 100 m-es gyorsúszás       | Robert McGregor · Nagy-Britannia                                                                | 53,7    | Leonyid Iljicsov · Szovjetunió                                                          | 54,3    | Udo Poser · NDK                                                                 | 54,8    |
| 400 m-es gyorsúszás       | Frank Wiegand · NDK                                                                             | 4:11,1  | Szemjon Belic-Gejman · Szovjetunió                                                      | 4:13,2  | Alain Mosconi · Franciaország                                                   | 4:13,6  |
| 1500 m-es gyorsúszás      | Szemjon Belic-Gejman · Szovjetunió                                                              | 16:58,5 | Alan Kimber · Nagy-Britannia                                                            | 17:13,2 | Alekszandr Pletnyev · Szovjetunió                                               | 17:17,9 |
|                           |                                                                                                 |         |                                                                                         |         |                                                                                 |         |
| 200 m-es hátúszás         | Jurij Gromak · Szovjetunió                                                                      | 2:12,9  | Jaime Monzó · Spanyolország                                                             | 2:15,7  | Joachim Rother · NDK                                                            | 2:16,7  |
|                           |                                                                                                 |         |                                                                                         |         |                                                                                 |         |
| 200 m-es mellúszás        | Georgij Prokopenko · Szovjetunió                                                                | 2:30,0  | Alekszandr Tutakajev · Szovjetunió                                                      | 2:30,3  | Egon Henninger · NDK                                                            | 2:30,5  |
|                           |                                                                                                 |         |                                                                                         |         |                                                                                 |         |
| 200 m-es pillangóúszás    | Valentyin Kuzmin · Szovjetunió                                                                  | 2:10,2  | Horst-Günter Gregor · NDK                                                               | 2:10,6  | Anatolij Szkavronszkij · Szovjetunió                                            | 2:11,2  |
|                           |                                                                                                 |         |                                                                                         |         |                                                                                 |         |
| 400 m-es vegyesúszás      | Frank Wiegand · NDK                                                                             | 4:47,9  | Andrej Dunajev · Szovjetunió                                                            | 4:48,7  | Klaus Katzur · NDK                                                              | 4:55,7  |
|                           |                                                                                                 |         |                                                                                         |         |                                                                                 |         |
| 4 × 100 m-es gyorsváltó   | NDK · Frank Wiegand · Udo Poser · Horst-Günter Gregor · Peter Sommer                            | 3:36,8  | Szovjetunió · Leonyid Iljicsov · Viktor Mazanov · Georgijs Kuļikovs · Vlagyimir Suvalov | 3:37,5  | Svédország · Lester Eriksson · Göran Jansson · Yngvar Eriksson · Jan Lundin     | 3:39,0  |
| 4 × 200 m-es gyorsváltó   | Szovjetunió · Leonyid Iljicsov · Szemjon Belic-Gejman · Alekszandr Pletnyev · Jevgenyij Novikov | 8:00,2  | NDK · Horst-Günter Gregor · Alfred Müller · Udo Poser · Frank Wiegand                   | 8:01,6  | Svédország · Lester Eriksson · Olle Ferm · Ingvar Eriksson · Jan Lundin         | 8:04,3  |
| 4 × 100 m-es vegyes váltó | Szovjetunió · Viktor Mazanov · Georgij Prokopenko · Valentyin Kuzmin · Leonyid Iljicsov         | 4:02,4  | NDK · Jürgen Dietze · Egon Henninger · Horst-Günter Gregor · Frank Wiegand              | 4:02,9  | Magyarország · Csikány József · Lenkei Ferenc · Gulyás Ákos · Szentirmay István | 4:05,9  |

#### Női
| Versenyszám               | Arany                                                                                        | Arany  | Ezüst                                                                                               | Ezüst  | Bronz                                                                                  | Bronz  |
| ------------------------- | -------------------------------------------------------------------------------------------- | ------ | --------------------------------------------------------------------------------------------------- | ------ | -------------------------------------------------------------------------------------- | ------ |
| 100 m-es gyorsúszás       | Martina Grunert · NDK                                                                        | 1:01,2 | Turóczy Judit · Magyarország                                                                        | 1:02,1 | Pauline Sillett · Nagy-Britannia                                                       | 1:02,5 |
| 400 m-es gyorsúszás       | Claude Mandonnaud · Franciaország                                                            | 4:48,2 | Ada Kok · Hollandia                                                                                 | 4:48,7 | Tamara Szosznova · Szovjetunió                                                         | 4:50,1 |
|                           |                                                                                              |        | |        |                                                                                        |        |
| 100 m-es hátúszás         | Christine Caron · Franciaország                                                              | 1:08,1 | Linda Ludgrove · Nagy-Britannia                                                                     | 1:08,9 | Cristina Balaban · Románia                                                             | 1:09,7 |
|                           |                                                                                              |        | |        |                                                                                        |        |
| 200 m-es mellúszás        | Galina Prozumenscsikova · Szovjetunió                                                        | 2:40,8 | Irina Pozdnyjakova · Szovjetunió                                                                    | 2:41,9 | Jill Slattery · Nagy-Britannia                                                         | 2:47,9 |
|                           |                                                                                              |        | |        |                                                                                        |        |
| 100 m-es pillangóúszás    | Ada Kok · Hollandia                                                                          | 1:05,6 | Heike Hustede · NSZK                                                                                | 1:06,3 | Eila Pyrhönen · Finnország                                                             | 1:07,8 |
|                           |                                                                                              |        | |        |                                                                                        |        |
| 400 m-es vegyesúszás      | Bettie Heukels · Hollandia                                                                   | 5:25,0 | Heidi Pechstein · NDK                                                                               | 5:26,0 | Ljudmila Hazijeva · Szovjetunió                                                        | 5:28,4 |
|                           |                                                                                              |        | |        |                                                                                        |        |
| 4 × 100 m-es gyorsváltó   | Szovjetunió · Natalja Szipcsenko · Antonyina Rudenko · Natalja Usztyinova · Tamara Szosznova | 4:11,3 | Svédország · Ingrid Gustavsson · Ulla Jafvert · Ann-charlott Lilja · Anne-Christine Hagberg         | 4:12,2 | Hollandia · Toos Beumer · Mirjam van Hemert · Bep Weeteling · Lidia Schaap             | 4:12,8 |
| 4 × 100 m-es vegyes váltó | Hollandia · Cobie Sikkens · Gretta Kok · Ada Kok · Toos Beumer                               | 4:36,4 | Szovjetunió · Natalja Mihajlova · Galina Prozumenscsikova · Tatyjana Gyevjatova · Antonyina Rudenko | 4:38,2 | Nagy-Britannia · Linda Ludgrove · Diana Harris · Mary-Anne Cotterill · Pauline Sillett | 4:38,4 |

### Műugrás
Férfi
| Versenyszám         | Arany                         | Arany  | Ezüst                         | Ezüst  | Bronz                            | Bronz  |
| ------------------- | ----------------------------- | ------ | ----------------------------- | ------ | -------------------------------- | ------ |
| 3 m-es műugrás      | Mihail Szafonov · Szovjetunió | 155,27 | Tord Andersson · Svédország   | 146,30 | Franco Cagnotto · Olaszország    | 146,21 |
| 10 m-es toronyugrás | Klaus Dibiasi · Olaszország   | 162,92 | Brian Phelps · Nagy-Britannia | 152,01 | Jerzy Kowalewski · Lengyelország | 143,13 |

Női
| Versenyszám         | Arany                            | Arany  | Ezüst                        | Ezüst  | Bronz                          | Bronz  |
| ------------------- | -------------------------------- | ------ | ---------------------------- | ------ | ------------------------------ | ------ |
| 3 m-es műugrás      | Vera Baklanova · Szovjetunió     | 136,59 | Delia Reinhard · NDK         | 136,05 | Tamara Fedoszova · Szovjetunió | 133,23 |
| 10 m-es toronyugrás | Natalja Kuzneycova · Szovjetunió | 100,93 | Ingeborg Pertmayr · Ausztria | 94,52  | Gabriele Krauss Schöpe · NDK   | 91,22  |

### Vízilabda
| Versenyszám | Arany       | Ezüst | Bronz       |
| ----------- | ----------- | ----- | ----------- |
| Férfi       | Szovjetunió | NDK   | Jugoszlávia |